# الدوري الشمالي الممتاز 2010–11
الدوري الشمالي الممتاز 2010–11 هو موسم من دوري الشمال الممتاز ‏، وهو أعلى دوري كرة قدم في أيرلندا الشمالية، كان عدد الأندية المشاركة فيه 67، وفاز فيه إف سي هاليفاكس تاون.